# .dz
.dz è il dominio di primo livello nazionale assegnato all'Algeria.
È amministrato dal Centre de Recherche sur l'Information Scientifique et Technique (CERIST), che gestisce anche il dominio الجزائر..

## Domini di secondo livello
Sono disponibili i seguenti domini di secondo livello:
- .com.dz
- .gov.dz
- .org.dz
- .edu.dz
- .pol.dz
- .art.dz
- .net.dz
- .tm.dz
- .soc.dz